# 안전핀

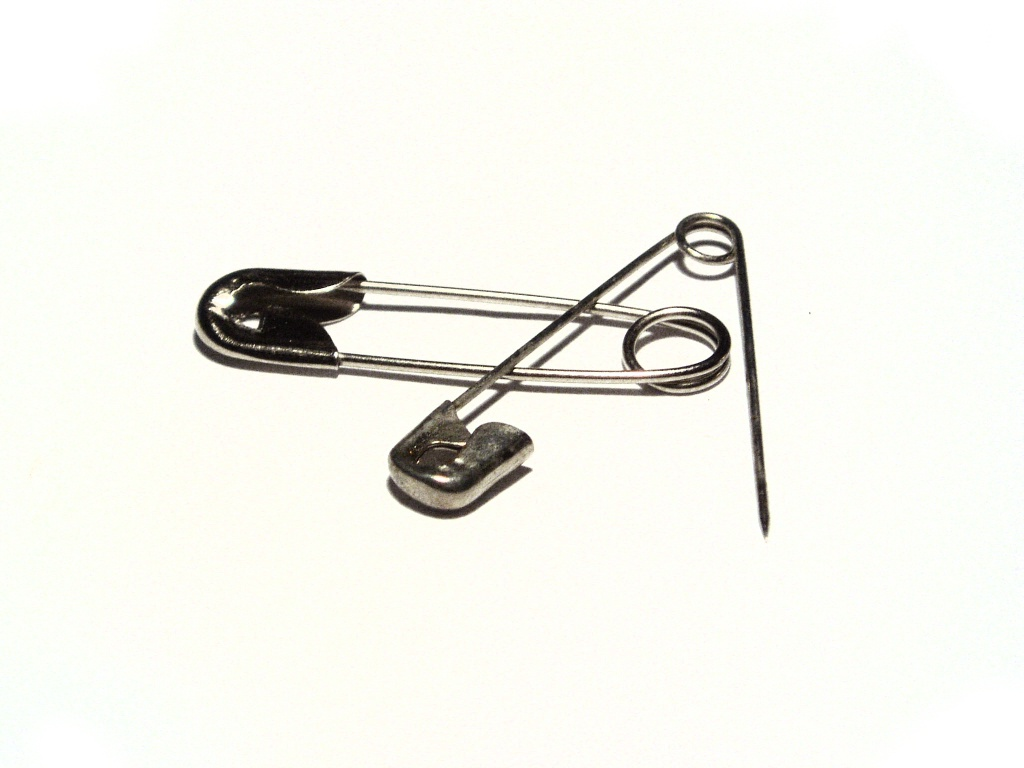
안전핀

안전핀은 옷감끼리 고정 및 옷에 배지를 고정하는 데 사용되는 금속 도구이다. 옷에 사용되는 핀이라 하여 옷핀이라고 부르기도 한다.

## 같이 보기
- 압정
- 클립